# One Dream, One Love
One Dream, One Love (estilizado como ONE DREAM, ONE LOVE) é um single de Hironobu Kageyama lançado em 21 de novembro de 1996 pela Nippon Columbia em CD.

## Produção
O single tem a participação das cantoras Mitsuko Horie e Allona. Ele foi feito como parte das comemorações dos 20 anos de carreira de Kageyama.
O single contém três faixas, sendo a faixa-título em japonês, inglês e instrumental. Horie participou da versão em japonês, enquanto Allona cantou em inglês. Kageyama cantou ambas as versões.
A composição e as letras ficaram com a dupla Vehnee Saturno e Doris Saturno, com arranjos de Marvin Querido. Querido tem uma longa carreira fazendo arranjos para inúmeros artistas. Já os Saturnos produziram e compuseram diversas canções para o mercado fonográfica das Filipinas, com letras em diferentes idiomas. Vehnee Saturno ganhou vários prêmios e veio a compor a música-tema de seu país para os Jogos Olímpicos de Verão de 2024.
Curiosamente, os nomes da dupla Saturno estão com erros de ortografia na capa, estando creditados como "Dhories A. Saturno" e "Vhhnee A. Saturno".

## Legado
A versão japonesa da música foi inclusa no álbum comemorativo Mitsuko Horie 40th Anniversary Box: Uta no Ayumi.
A cantora filipina Ella May Saison gravou um cover da versão em inglês.

## Faixas
| N.º            | Título                                   | Letras             | Música            | Arranjo        | Duração |  |
| 1.             | "ONE DREAM, ONE LOVE (Japanese Version)" | Dhories A. Saturno | Vhhnee A. Saturno | Marvin Querido | 4:34    |  |
| 2.             | "ONE DREAM, ONE LOVE (English Version)"  | D. Saturno         | V. Saturno        | M. Querido     | 4:34    |  |
| 3.             | "ONE DREAM, ONE LOVE"                    | "instrumental"     | V. Saturno        | M. Querido     | 4:34    |  |
| Duração total: | Duração total:                           | Duração total:     | Duração total:    | Duração total: | 13:42   |  |